# 桐華站
桐華站（：／ Donghwa yeok */?）曾为韩国铁路中央线上的一个车站，位于江原道原州市文幕邑桐華里，目前已废止。

## 历史
- 1940年4月1日：开始使用。
- 2011年10月5日：客运业务停止。
- 2011年12月21日：客运业务恢复。
- 2021年1月5日：停用本站。

## 相鄰車站
韓国铁道公社
中央线
西原州－桐華－萬鍾